# Heathcote
Heathcote és una concentració de població designada pel cens dels Estats Units a l'estat de Nova Jersey. Segons el cens del 2000 tenia 4.755 habitants.

## Demografia
Segons el cens del 2000, Heathcote tenia 4.755 habitants, 2.035 habitatges, i 1.271 famílies. La densitat de població era de 698,1 habitants/km².
Dels 2.035 habitatges en un 31,4% hi vivien nens de menys de 18 anys, en un 50,7% hi vivien parelles casades, en un 9,7% dones solteres, i en un 37,5% no eren unitats familiars. En el 29,6% dels habitatges hi vivien persones soles el 3,7% de les quals corresponia a persones de 65 anys o més que vivien soles. El nombre mitjà de persones vivint en cada habitatge era de 2,33 i el nombre mitjà de persones que vivien en cada família era de 2,94.
Per edats la població es repartia de la següent manera: un 23,2% tenia menys de 18 anys, un 4,3% entre 18 i 24, un 40,1% entre 25 i 44, un 25,6% de 45 a 60 i un 6,9% 65 anys o més.
L'edat mediana era de 37 anys. Per cada 100 dones de 18 o més anys hi havia 82,2 homes.
La renda mediana per habitatge era de 80.303 $ i la renda mediana per família de 92.020 $. Els homes tenien una renda mediana de 71.014 $ mentre que les dones 43.649 $. La renda per capita de la població era de 40.641 $. Aproximadament l'1,4% de les famílies i el 2,4% de la població estaven per davall del llindar de pobresa.

## Poblacions més properes
El següent diagrama mostra les poblacions més properes.